# The Legend of Jack and Diane
The Legend of Jack and Diane es una película estadounidense de drama, romance y suspenso de 2022, dirigida por Bruce Bellocchi, que a su vez la escribió junto a Rick Geller y Lydia Zelmac, musicalizada por Nicholas Patrick, en la fotografía estuvo Lucas Dudley y los protagonistas son Tom Sizemore, Lydia Zelmac, David Tomlinson y Robert LaSardo, entre otros. El filme fue producido por Kennedy Entertainment Group y se estrenó el 15 de diciembre de 2022.

## Sinopsis
Jack y Diane se ven forzados a irse de Indiana luego de descubrir secretos acerca de la muerte de la madre de Diane. Cuando el jefe de policía corrobora sus peores temores, ambos hacen una lista de objetivos y realizan un ajuste de cuentas con cada uno de los involucrados.